# Bührenberg
Der Bührenberg ist ein 1925 m hoher Berg in den Usarp Mountains des ostantarktischen Viktorialands. Im nördlichen Teil der Morozumi Range ragt westlich des Berg Peak auf.
Wissenschaftler der deutschen Expedition GANOVEX III (1982–1983) nahmen seine Benennung vor. Namensgeber ist der Expeditionsarzt Volker Bühren.